# Theaster Gates

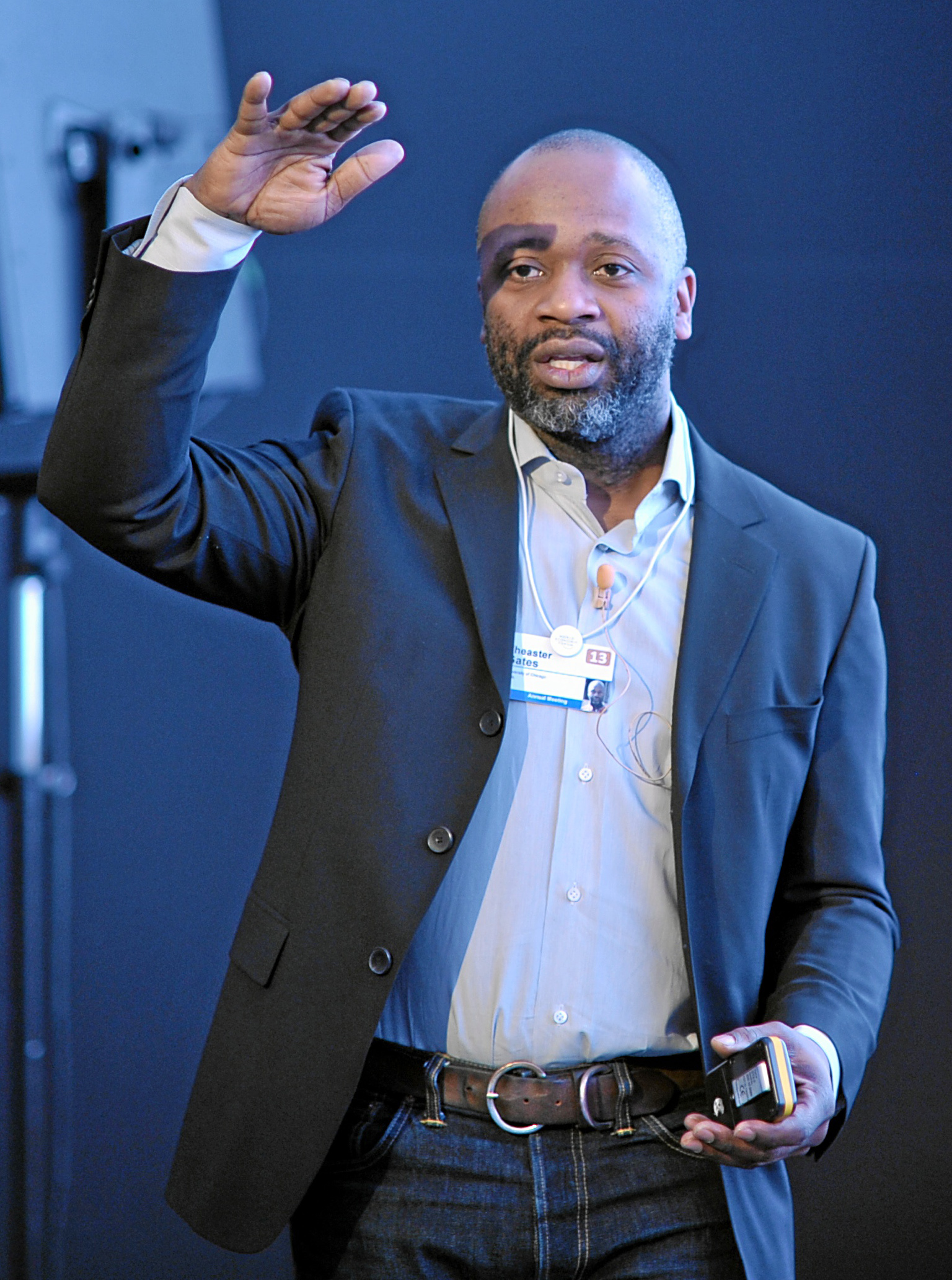
Theaster Gates (2013)

Theaster Gates (* 28. August 1973 in Chicago) ist ein US-amerikanischer Konzeptkünstler. Gates lehrt an der Universität von Chicago.

## Leben und Werk
Theaster Gates bezieht sich in seiner künstlerischen Praxis, seinen Skulpturen, Töpfereien, Installationen und Performances und urbanen Interventionen auf städtische Strukturen und historische sowie politische Ereignisse. Er ist Sänger der Black Monks of Mississippi. Ursprünglich arbeitete Gates als Städteplaner, sein Vater war Bauarbeiter. Bauen und Veränderung, urbane Erneuerung und die Umkehr von Herrschaftsverhältnissen sind seine Themen. Bekannt wurde Gates mit Dorchester Projects.
Für die dOCUMENTA (13) verwendete Theaster Gates (Mithilfe von Teilnehmern an Arbeitsförderungsmaßnahmen aus Chicago und Kassel) Materialien aus beiden Städten für den „Wiederaufbau“ des 1826 erbauten Kasseler Hugenottenhauses, welches seit den 1970er Jahren leerstand. Ein Labor für Objekte, Performances, Diskussionsveranstaltungen und Installationen entstand. Black Madonna, die erste große Einzelausstellung von Gates fand 2018 im Kunstmuseum Basel statt.
2022 wurde er nach London eingeladen, um einen Serpentine Pavilion zu konzipieren.

## Auszeichnungen
- 2016: Mitglied der American Academy of Arts and Sciences[7]
- 2017: Kurt-Schwitters-Preis
- 2018: Nasher Prize[8]
- 2021: Mitglied der American Academy of Arts and Letters
- 2021: Friedrich Kiesler-Preis[9]